# لین رنو
لین رنو (فرانسوی: Line Renaud‎؛ زادهٔ ۲ ژوئیهٔ ۱۹۲۸) هنرپیشه و خواننده اهل فرانسه است. وی از سال ۱۹۴۵ میلادی تاکنون مشغول فعالیت بوده‌است.
وی همچنین برندهٔ جوایزی همچون لژیون دونور (فرمانده)، لژیون دونور (افسر بزرگ)، و لژیون دونور (افسر) شده‌است.
او در فیلم به استیکز خوش آمدید بازی کرده‌است.